# Carndochan Castle
Carndochan Castle (walisisk: Castell Carndochan) er ruinen af en middelalderborg nær Llanuwchllyn, Gwynedd, North Wales. Den blev sandsynligvis opført i 1200-tallet på toppen af en højderyg med udsigt over Lliw Valley. Der vides meget lidt om borgens tidlige historie, men man mener, at den blev opført af prins Llywelyn ap Iorwerth mellem 1215 og 1230. I 1283-84 besøgt kong Edvard 1. af England stedet.
I dag er det klassificeret som Scheduled Ancient Monument.